# Dasyvalgus luzonicus
Dasyvalgus luzonicus är en skalbaggsart som beskrevs av Ernst Gustav Kraatz 1883. Dasyvalgus luzonicus ingår i släktet Dasyvalgus och familjen Cetoniidae. Inga underarter finns listade i Catalogue of Life.